# کرایسلر ایمپریال
کرایسلر ایمپریال (Chrysler Imperial) نام یک اتومبیل ساخت شرکت کرایسلر است که در سال‌های ۱۹۲۶ – ۱۹۵۴ و ۱۹۹۰ – ۱۹۹۳ تولید شده‌است.

## نگارخانه

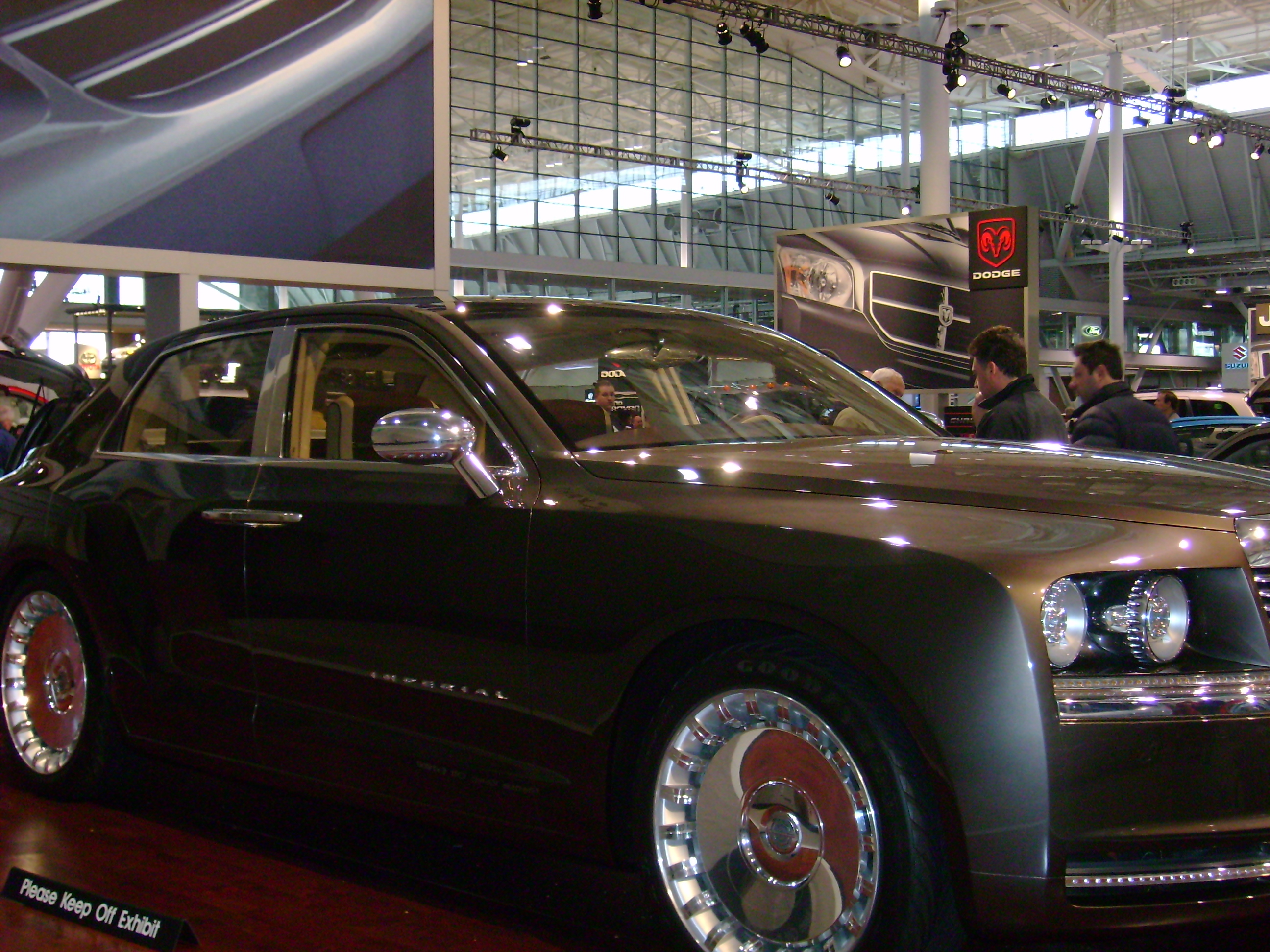
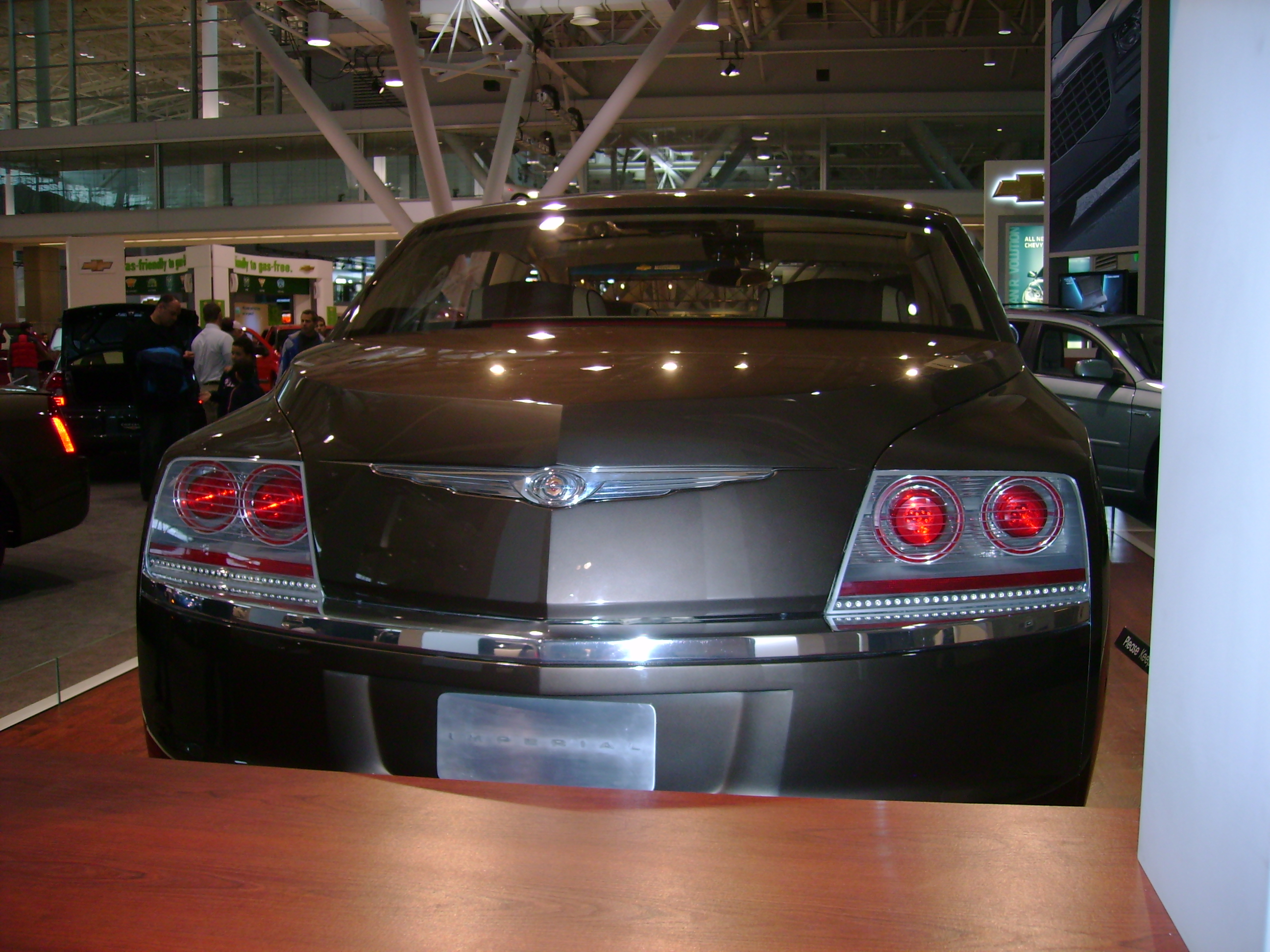